# Pongola (miasto)
Pongola – miasto, zamieszkane przez 1403 ludzi, w Republice Południowej Afryki, w prowincji KwaZulu-Natal. 
Pongola położona jest na północy prowincji KwaZulu-Natal, nad rzeką Pongola, 10 km od granicy Suazi.